# 브리짓 헴

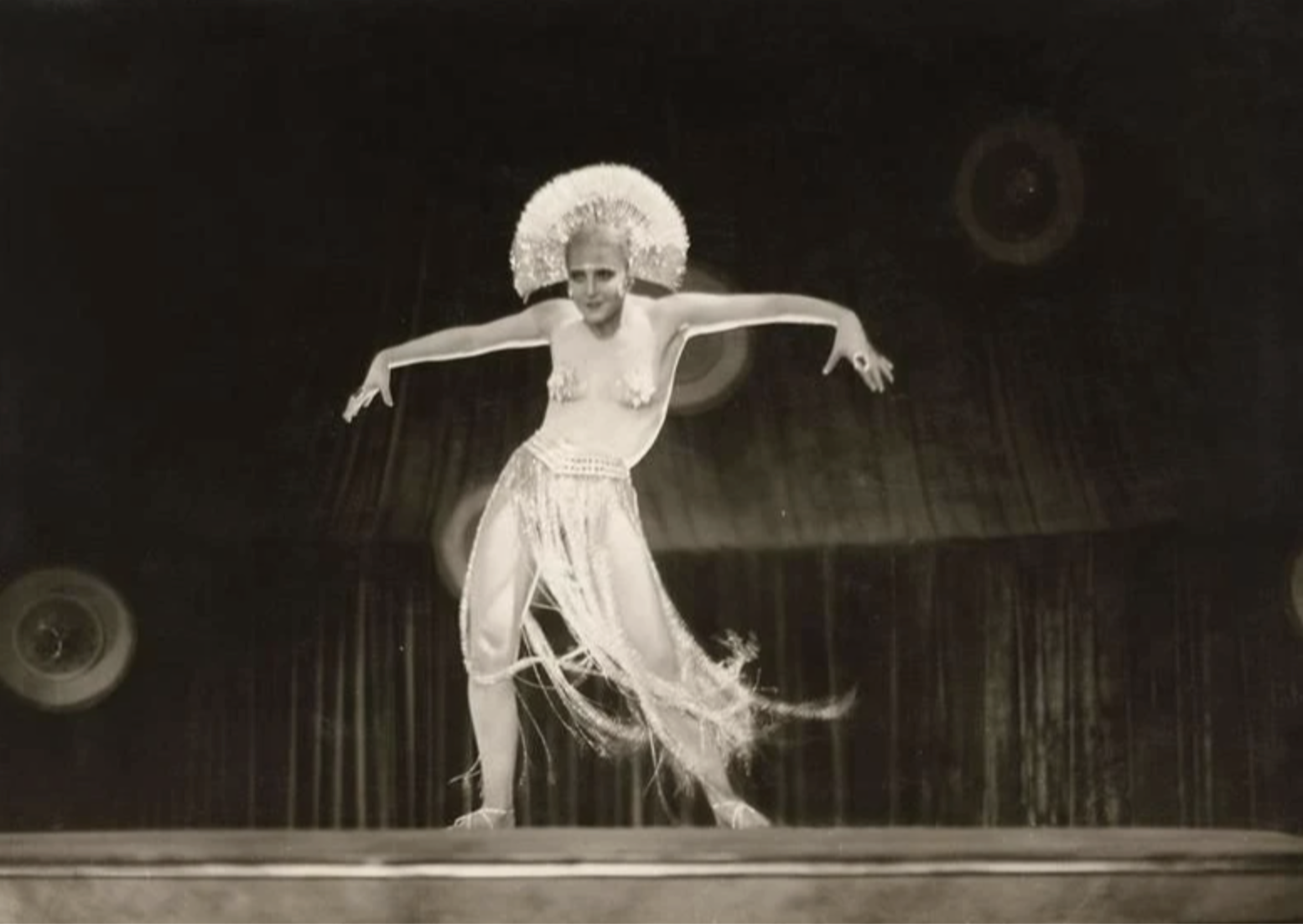

브리짓 헴(Brigitte Eva Gisela Schittenhelm, 1906년 3월 17일 ~ 1996년 6월 11일)은 독일의 영화배우이다.
베를린에서 태어났으며 아스코나에서 사망하였다. 티치노주에 매장되었다.

## 영화
- 나탕 (2013년)
- 더 디비어스 패스 (1928년)
- 돈 (1928년)
- 그리운 파리 (1927년)
- 메트로폴리스 (1927년)